# (541040) 2018 BS9
(541040) 2018 BS9 es un asteroide perteneciente al cinturón de asteroides descubierto el 18 de septiembre de 2010 por el equipo del Mount Lemmon Survey desde el Observatorio del Monte Lemmon, Arizona, Estados Unidos.

## Designación y nombre
Designado provisionalmente como 2018 BS9.

## Características orbitales
2018 BS9 está situado a una distancia media del Sol de 3,144 ua, pudiendo alejarse hasta 3,202 ua y acercarse hasta 3,085 ua. Su excentricidad es 0,018 y la inclinación orbital 7,962 grados. Emplea 2036,41 días en completar una órbita alrededor del Sol.

## Características físicas
La magnitud absoluta de 2018 BS9 es 15,6. 